# 一ノ坂信号場

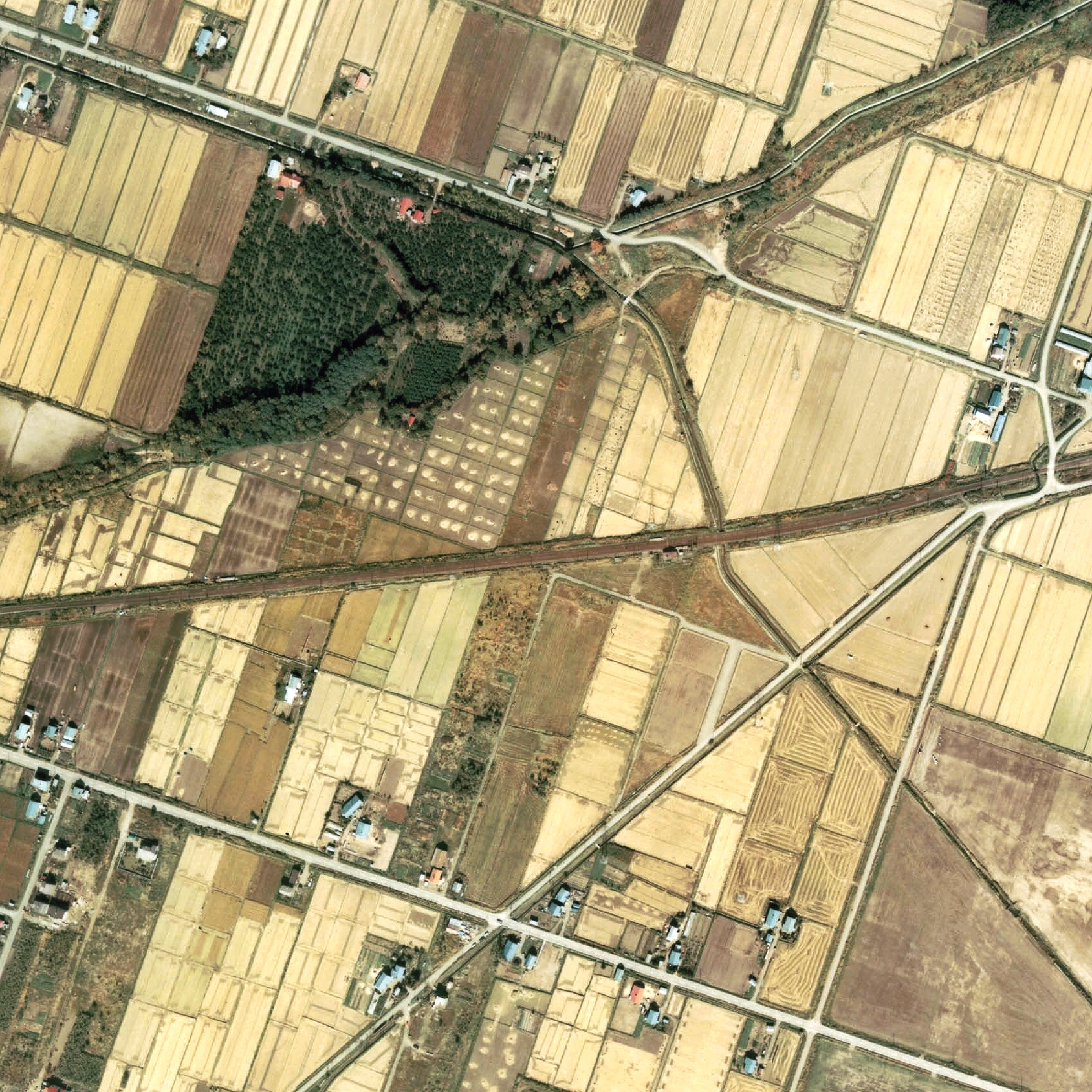
1977年の一ノ坂信号場と周囲約1 km範囲。右が新得方面。

一ノ坂信号場（いちのさかしんごうじょう）は、北海道滝川市東町にあった日本国有鉄道根室本線の信号場（廃駅）である。事務管理コードは▲130411。

## 歴史

### 年表
- 1961年（昭和36年）10月1日：開設[1]。
- 1982年（昭和57年）10月26日：廃止[1]。

### 名前の由来
土地の字名から。上川道路（現・国道12号）を開削した工事責任者等の関係者が現・山口県山口市出身で、郷里の坂にちなんで名付けた。

## 構造
単線区間列車行き違い形の信号場である。有効長が750 m以上ある2線を有し、構内踏切で連絡する短い簡易型の仮ホームが千鳥状に相対して設置されていた。幌岡信号場と同じ配線であったが、有効長が違っていた。
職員配置の有人信号場であった。

## 周辺
滝川市郊外の畑作地帯となっていた。

## 隣の駅
日本国有鉄道
根室本線
滝川駅 - 一ノ坂信号場 - 東滝川駅